# Hyphydrus malkini
Hyphydrus malkini är en skalbaggsart som beskrevs av Guignot 1959. Hyphydrus malkini ingår i släktet Hyphydrus och familjen dykare. Inga underarter finns listade i Catalogue of Life.